# Đạo luật Patriot
Đạo luật PATRIOT USA (thường được gọi là Đạo luật Patriot) là một Đạo luật của Quốc hội Hoa Kỳ đã được Tổng thống Hoa Kỳ George W. Bush ký thành luật vào ngày 26 tháng 10 năm 2001. USA PATRIOT là từ viết tắt của Uniting and Strengthening America by Providing Appropriate Tools Required to Intercept and Obstruct Terrorism.
Đạo luật Patriot được đưa ra sau vụ tấn công ngày 11 tháng 9 trong một nỗ lực nhằm thắt chặt đáng kể an ninh quốc gia của Hoa Kỳ, đặc biệt là vì nó liên quan đến khủng bố nước ngoài. Nói chung, đạo luật bao gồm ba điều khoản chính:
- mở rộng khả năng thực thi pháp luật cho giám sát viên, bao gồm bằng cách nghe trộm điện thoại trong nước và quốc tế;
- nới lỏng giao tiếp liên ngành để cho phép các cơ quan liên bang sử dụng hiệu quả hơn tất cả các nguồn lực sẵn có trong các nỗ lực chống khủng bố; và
- tăng hình phạt đối với tội phạm khủng bố và mở rộng danh sách các hoạt động đủ điều kiện để ai đó bị buộc tội khủng bố.

## Lịch sử
Đạo luật Patriot được ban hành nhằm đáp trả trực tiếp các cuộc tấn công ngày 11 tháng 9 nhằm vào Trung tâm Thương mại Thế giới ở Thành phố New York và Lầu Năm Góc ở Arlington, Virginia, cũng như các cuộc tấn công bệnh than năm 2001, nhằm tăng cường đáng kể an ninh quốc gia. Vào ngày 23 tháng 10 năm 2001, Đại diện Hoa Kỳ Jim Sensenbrenner (R-WI) đã giới thiệu dự luật Hạ viện HR 3162, kết hợp các điều khoản từ dự luật Hạ viện được tài trợ trước đó và dự luật Thượng viện được giới thiệu hồi đầu tháng. Ngày hôm sau, ngày 24 tháng 10, Đạo luật đã thông qua Hạ viện với số phiếu 357–66, với các đảng viên Dân chủ chiếm đa số "không"-phiếu bầu. Ba đảng viên Cộng hòa bỏ phiếu "không" là Robert Ney ở Ohio, Butch Otter của Idaho và Ron Paul của Texas. Vào ngày 25 tháng 10, Đạo luật đã thông qua Thượng viện với số phiếu 98–1. Russ Feingold (D-WI) đã bỏ phiếu "không." 
Những người phản đối đạo luật đã chỉ trích điều khoản của nó về việc giam giữ vô thời hạn đối với người nhập cư; cho phép cơ quan thực thi pháp luật khám xét nhà hoặc cơ sở kinh doanh mà không có sự đồng ý của chủ sở hữu hoặc người cư ngụ hoặc biết trong một số trường hợp nhất định; việc sử dụng mở rộng Thư An ninh Quốc gia, cho phép Cục Điều tra Liên bang (FBI) tìm kiếm hồ sơ điện thoại, e-mail và tài chính mà không cần lệnh của tòa án; và sự tiếp cận mở rộng của các cơ quan thực thi pháp luật đối với hồ sơ kinh doanh, bao gồm hồ sơ thư viện và tài chính. Kể từ khi thông qua, một số thách thức của tòa án đã được đưa ra chống lại đạo luật này và các tòa án liên bang đã phán quyết rằng một số điều khoản là vi hiến.
Nhiều điều khoản của đạo luật sẽ hết hiệu lực vào ngày 31 tháng 12 năm 2005, khoảng bốn năm sau khi ban hành. Trong những tháng trước ngày hoàng hôn, những người ủng hộ đạo luật đã thúc đẩy việc thực hiện những điều khoản đó vĩnh viễn, trong khi những người chỉ trích tìm cách sửa đổi các phần khác nhau để tăng cường bảo vệ quyền tự do dân sự. Vào tháng 7 năm 2005, Thượng viện Hoa Kỳ đã thông qua dự luật ủy quyền lại với những thay đổi đáng kể đối với một số phần của đạo luật, trong khi dự luật ủy quyền lại của Hạ viện vẫn giữ hầu hết ngôn ngữ gốc của đạo luật. Hai dự luật sau đó đã được hòa giải trong một ủy ban hội nghị bị các Thượng nghị sĩ từ cả hai đảng Cộng hòa và Dân chủ chỉ trích vì bỏ qua những lo ngại về tự do dân sự.
Dự luật, vốn loại bỏ hầu hết các thay đổi so với phiên bản của Thượng viện, được Quốc hội thông qua vào ngày 2 tháng 3 năm 2006 và được Tổng thống Bush ký vào ngày 9 và 10 tháng 3 năm đó.
Vào ngày 11 tháng 5 năm 2012, Tổng thống Barack Obama đã ký Đạo luật gia hạn PATRIOT Sunsets năm 2011, gia hạn bốn năm với ba điều khoản chính trong Đạo luật: lưu trữ máy nghe lén, tìm kiếm hồ sơ kinh doanh và tiến hành giám sát "những con sói đơn độc" (các cá nhân bị nghi ngờ hoạt động liên quan đến khủng bố mà không có liên kết với các nhóm khủng bố).
Sau khi các dự luật ủy quyền lại không được Quốc hội thông qua, các phần của Đạo luật Patriot đã hết hạn vào ngày 1 tháng 6 năm 2015. Đạo luật Tự do của Hoa Kỳ, đã trở thành luật vào ngày 2 tháng 6 năm 2015, đã tái hiện các phần đã hết hạn này đến năm 2019. Tuy nhiên, Mục 215 của luật đã được sửa đổi để không cho phép Cơ quan An ninh Quốc gia (NSA) tiếp tục chương trình thu thập dữ liệu điện thoại hàng loạt.  Thay vào đó, các công ty điện thoại sẽ giữ lại dữ liệu và NSA có thể lấy thông tin về các cá nhân bị nhắm mục tiêu bằng lệnh khám xét cấp liên bang.
Vào tháng 11 năm 2019, việc gia hạn Đạo luật Patriot đã được đưa vào luật ngăn chặn  Các điều khoản đã hết hạn yêu cầu gia hạn trước ngày 15 tháng 3 năm 2020. Thượng viện đã thông qua gia hạn 77 ngày vào tháng 3 năm 2020, nhưng Hạ viện đã không thông qua luật trước khi khởi hành nghỉ giải lao vào ngày 27 tháng 3 năm 2020.
Vào ngày 19 tháng 5 năm 2020, Thượng viện đã bỏ phiếu để trao cho các cơ quan thực thi pháp luật (FBI và CIA) quyền xem xét lịch sử trình duyệt của công dân Hoa Kỳ mà không cần lệnh.